# إل. آدامز باك
إل. آدامز باك (بالإنجليزية: L. Adams Beck) (1862، كوف في جمهورية أيرلندا - 3 يناير 1931، كيوتو في اليابان)؛ كاتِبة وروائية بريطانية.

## روابط خارجية
- إل. آدامز باك على موقع IMDb (الإنجليزية)